# Paul Aussaresses

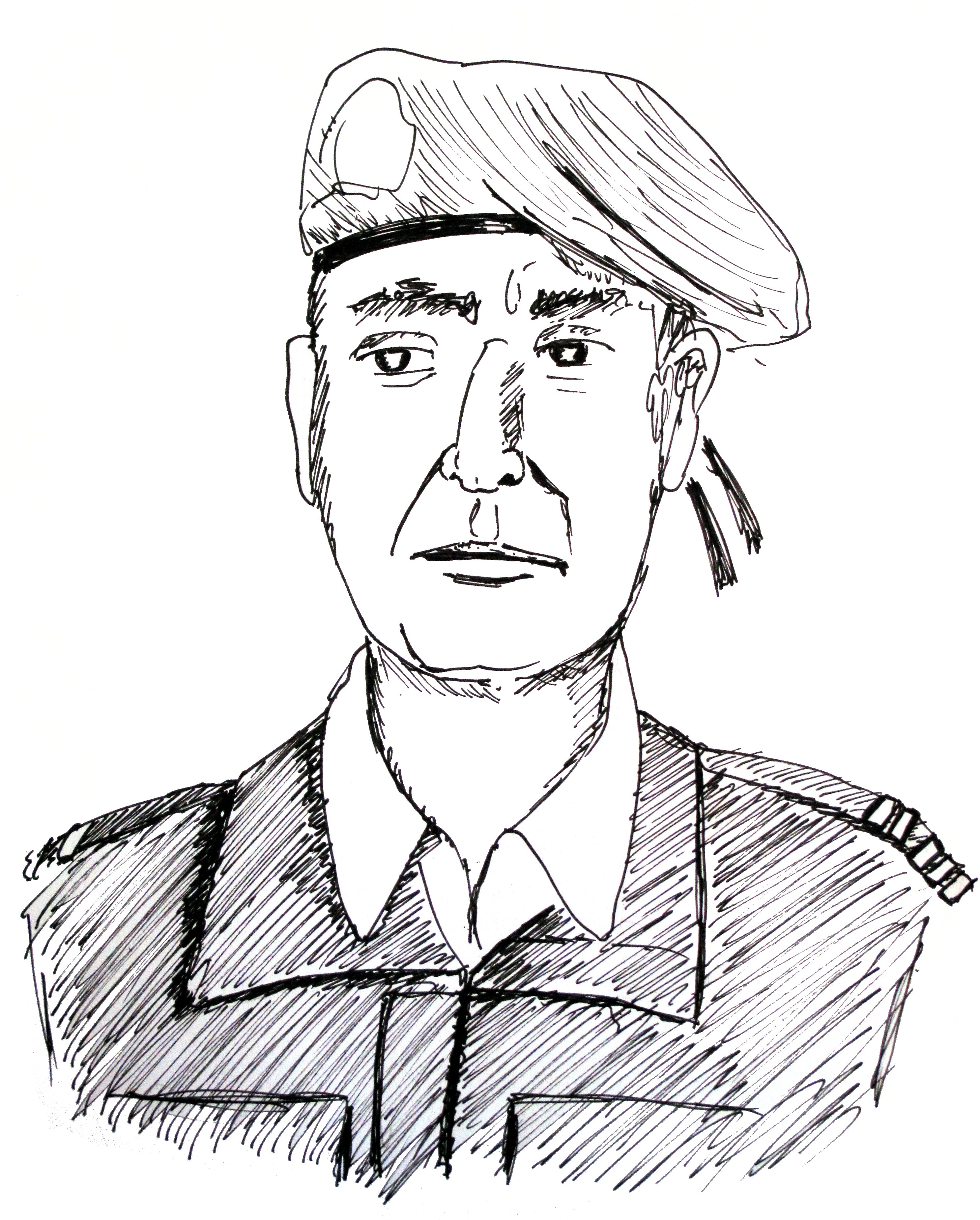
Paul Aussaresses

Paul Aussaresses (Ausspracheⓘ; * 7. November 1918 in Saint-Paul-Cap-de-Joux, Département Tarn; † 3. Dezember 2013 in La Vancelle, Département Bas-Rhin) war ein französischer Général de brigade. Er war in seiner Laufbahn vorwiegend als Fallschirmjäger und Instruktionsoffizier eingesetzt. Paul Aussaresses provozierte 2000 eine öffentliche Kontroverse, als er in einem Interview in der Tageszeitung Le Monde zugab, im Algerienkrieg, und dort insbesondere in der Schlacht von Algier, zum Mittel der Folter gegriffen zu haben, und diese auch rechtfertigte.

## Leben
Paul Aussaresses wurde am 7. November 1918 in Saint-Paul-Cap-de-Joux geboren.

### Militärische Karriere bis zum Ende des Algerienkriegs
Aussaresses meldete sich 1941 zum Militärdienst beim französischen Geheimdienst. Er diente im Zweiten Weltkrieg 1941 als Kadett in Cherchell, Algerien. Er nahm an der geheimen und nicht staatlich autorisierten Operation Jedburgh teil, welche der deutschen Besatzungsmacht in Belgien, in den Niederlanden und in Frankreich Widerstand bot. Dazu sprang er im August 1944 hinter den deutschen Linien mit einem Fallschirm ab.
Nach dem Zweiten Weltkrieg war einer der ersten Soldaten des 11. Fallschirmjäger-Sturmregiments (11e régiment parachutiste de choc), das dem Service de documentation extérieure et de contre-espionnage unterstand und dessen Kommandant er später wurde. Dieses Kommando hatte er bis 1948 inne. Er nahm anschließend am Französischen Indochinakrieg und am Algerienkrieg teil.
1955 wurde er nach Philippeville, Algerien geschickt, wo er in der 41. Fallschirmjägerbrigade als Nachrichtenoffizier diente. Diese Brigade kämpfte gegen algerische Aufständische der Front de Libération Nationale (FLN). Am 20. August 1955 führte die FLN einen Angriff gegen die Polizei von Philippeville durch. Aussaresses behauptete, er hätte von dem Angriff gewusst und so Blutvergießen verhindert. Die FLN konnte hunderte Algerier aus der Landbevölkerung dazu bewegen, mit ihnen unbewaffnet zu marschieren. Aussaresses berichtete, dass er und seine Männer 134 von diesen Männern, Frauen und Kindern töteten.
Im Frühjahr 1956 bereitete er sich auf den Suez-Krieg vor. Er nahm an einem Training in Salisbury teil. Eine Verletzung, die er sich kurz vorher zuzog, verhinderte seinen Einsatz in diesem Krieg.
General Jacques Massu, der Kenntnis von Aussaresses' repressivem Vorgehen in Philippeville erhalten hatte, beorderte ihn zu sich nach Algier, um die FLN zu kontrollieren. Aussaresses trat seinen Dienst in Algier am 8. Januar 1957 an. Während der Schlacht von Algier 1957 fungierte er als ausführende Hand von Massu. Am 28. Januar 1957 ging er brutal gegen einen Streik vor, den die FLN ausgerufen hatte. Die Arbeiter wurden durch Soldaten gewaltsam zur Arbeit gezwungen. Geschlossene Läden wurden aufgebrochen. Im weiteren Verlauf des Jahres 1957 befahl er die Ermordung Larbi Ben M'hidis, eines wichtigen Mitglieds der FLN. Er ließ ihn aufhängen, um einen Selbstmord vorzutäuschen. In einem anderen Fall befahl er die Ermordung Ali Boumendjels, eines einflussreichen algerischen Anwalts. Diesen ließ er aus dem sechsten Stock eines Gebäudes werfen. Frankreich stellte beide Tode als Selbstmord dar. 2000 gab Aussaresses zu, dass beide ermordet wurden.

### Nach dem Algerienkrieg
Aussaresses blieb nicht bis zum Ende des Krieges in Algerien, im Gegensatz zu anderen Offizieren, die sich der OAS anschlossen. Nach dem Krieg setzte er seine erfolgreiche militärische Karriere fort. 1961 wurde er Militärattaché Frankreichs in Washington, gemeinsam mit zehn französischen Veteranen des Algerienkrieges. Er hatte auch Kontakt zur 10. Special Forces Group in Fort Bragg. Dort unterrichtete er die amerikanischen Soldaten über die Lehren aus dem Algerienkrieg, inklusive der Folter. Die Amerikaner studierten das Buch von Colonel Roger Trinquier über subversive Kriegsführung, unter dessen Kommando Aussaresses in Algerien gestanden hatte. Das Buch Trinquiers soll Inspirationsquelle für die Operation Phoenix der Amerikaner während des Vietnamkrieges gewesen sein. Studenten Aussaresses’ sollen dieses Buch dem CIA-Agenten Robert Komer geschickt haben.
Aussaresses ging während der Zeit der brasilianischen Diktatur nach Brasilien, wo er enge Beziehungen zum Militär hatte. General Manuel Contreras, dem früheren Geheimdienstchef der chilenischen Diktatur, zufolge trainierten chilenische Offiziere in Brasilien unter Aussaresses. Er lehrte sie den Antiterrorkampf und die Anwendung der Folter, die in den Diktaturen Argentinien, Paraguay und Chile meistens gegen linke Oppositionelle angewendet wurde.

### Haltung zur Folter
Aussaresses behauptet in seinem 2001 veröffentlichten Buch „Spezialdienste – Algerien 1955/57“, dass die französische Regierung die Auslöschung der FLN so schnell wie möglich befohlen habe. In Frankreich entfachte dies eine Debatte unter Historikern, ob diese Behauptung wirklich zutreffend sei. Aussaresses äußerte sich im Interview mit Le Monde am 3. Mai 2001 folgendermaßen:

„Die Folter wurde toleriert, wenn nicht sogar gefordert. Justizminister François Mitterrand hatte im Richter Jean Bérard einen Emissär bei Massu, der uns deckte und der umfassendes Wissen dahingehend hatte, was des Nachts geschah.“

Aussaresses rechtfertigte die Folter dadurch, dass er sein Entsetzen nach dem Massaker bei der El Haila-Mine schilderte. Er hielt Folter für das kleinere Übel, wenn man damit das größere Übel des Terrorismus bekämpfen könne. Er verteidigte die Folter, weil sie die Möglichkeit biete, schnell an Informationen zu kommen. Weiterhin sei das Rechtssystem ja nur für den Friedensfall geschaffen und nicht für einen Antiterrorkrieg, wie ihn Frankreich in Algerien geführt habe. In einem Interview mit Marie-Monique Robin, beschrieb Aussaresses einige der angewendeten Methoden, unter anderem auch den Einsatz von Todesschwadronen.

### Prozess
Human Rights Watch schrieb 2001 einen Brief an Staatspräsident Jacques Chirac und forderte ihn dazu auf, Aussaresses wegen Kriegsverbrechen den Prozess zu machen, mit dem Argument, dass seine Verbrechen auch Verbrechen gegen die Menschlichkeit darstellten und daher nicht amnestiert werden könnten.
Die Französische Liga für Menschenrechte (Ligue des droits de l’homme) und andere Organisationen verklagten ihn als Nebenkläger im Strafprozess wegen der Entschuldigung von Kriegsverbrechen. Er wurde am 25. Januar 2002 von einem Pariser Strafgericht zu einer Strafe von 7500 Euro verurteilt. Das Pariser Appellationsgericht bestätigte das Urteil am 25. April 2003. Aussaresses Beschwerde beim Kassationshof wurde zurückgewiesen.
Im Jahre 2005 wurde er durch den französischen Staatschef Jacques Chirac aus der französischen Ehrenlegion ausgeschlossen.
Nach einer Operation 2013 und einem anschließenden Kuraufenthalt verstarb er am 3. Dezember 2013 in der Kurklinik in La Vancelle.